# Ophiomyia variegata
Ophiomyia variegata este o specie de muște din genul Ophiomyia, familia Agromyzidae. A fost descrisă pentru prima dată de Spencer în anul 1977. Conform Catalogue of Life specia Ophiomyia variegata nu are subspecii cunoscute.